# 吉田勝也
吉田 勝也（よしだ かつや、1939年2月3日 - ）は、山口県出身の元騎手。
1957年から1976年までの登録名は「中野 勝也」。

## 経歴

### 1950年代
1957年に阪神・田之上勲厩舎からデビューし、4月7日の京都第3競走障害5歳以上60万下・ローラル（8頭中8着）で初騎乗を果たすが、1年目の同年は0勝に終わる。
2年目の1958年には4月6日の京都第3競走4歳未勝利・ヒウガイチで初勝利、7月19日・20日の小倉で初の2日連続勝利を挙げる。同年には初の2桁となる11勝をマークし、1966年まで9年連続2桁勝利を記録。
3年目の1959年には7月11日の小倉で初の1日2勝を挙げるなど初の20勝台となる20勝、1960年には夏の小倉戦8勝を含む13勝をマーク。

### 1960年代
1963年には後に「九州産馬の天皇賞」と形容される霧島賞をニシモロで初めて制し、秋の小倉戦8勝を含む12勝をマーク。
1964年から1966年には霧島賞で3年連続出走のヒウガチエリーに騎乗し、1964年は6頭中5番人気ながら51㎏で2着、1965年と1966年には共に57㎏のトップハンデを背負って制し連覇
。ヒウガチエリーでは1965年の小倉記念で2着に入った。
1967年はデビュー以来10年ぶりの0勝に終わったが、1968年には2年ぶりの2桁となる18勝をマークし、1978年まで11年連続2桁勝利を記録。

### 1970年代
日迫清厩舎に移籍した1970年にはワイエムホマレで重賞昇格前の小倉3歳ステークスを制し、牝馬セブンヤングで読売カップ（秋）3着に入るなど、11年ぶりの20勝台となる22勝をマーク。
1972年には5月7日の京都第7競走4歳オープンでは桜花賞の前哨戦として出走したキョウエイグリーンに騎乗して勝利し、自己最多の32勝をマーク。
1973年にはキョウエイアリスで1月4日の京都第8競走近畿放送紅梅賞をキシュウローレルの3着とし、ホウシュウエイトでは毎日杯を制して自身唯一の重賞勝利を挙げ、神戸新聞杯2着、菊花賞ではタケホープ・ハイセイコー・イチフジイサミに次ぐ4着で関西馬最先着と健闘。
1974年には吉田三郎厩舎に移籍し、姓が「吉田」になった1976年まで7年連続20勝台を記録。
1976年のCBC賞ではハンピンオーで6頭中5番人気ながらニシキエースを抑えてシルバーランドの2着に入り、ハンピンオーでは1977年1月30日の京都第9競走淀短距離ステークスでウラカワチェリー・ロングホークを抑えて勝利し、京都記念（春）ではエリモジョージを抑えてテンポイント・クラウンピラードに次ぐ4着、阪急杯では3着に入った。
1978年にはグレートタイタンで3勝を挙げたほかに菊花賞に騎乗し、1979年には4勝と12年ぶりの1桁に終わったが、1980年には2年ぶりで最後の2桁勝利となる22勝をマーク。

### 1980年代
1980年にはカワチハートで東京優駿に騎乗し12着に終わるも皐月賞馬ハワイアンイメージには先着し、グレートタイタンでは朝日チャレンジカップではアグネスレディー・ケイキロクのオークス馬2頭の間に入る4着であった。
1983年の小倉大賞典では12頭中11番人気のメイショウキングで2着に入り、1984年には17年ぶりに0勝に終わる。
1985年1月19日の京都第4競走4歳新馬ではハッピールイスで勝利するが、障害転向前の同馬にとって平地での唯一の勝利となった。
1986年には5月18日の阪神第9競走野苺賞をフェートノーザンで逃げ切ったのが最後の勝利となり、7月5日の中京第3競走4歳未勝利・センターヒーロー（12頭中9着）を最後に現役を引退。

## 騎手成績
| 通算成績 | 1着 | 2着 | 3着 | 4着以下 | 出走回数 | 勝率 | 連対率 |
| -------- | --- | --- | --- | ------- | -------- | ---- | ------ |
| 平地     | 385 | 415 | 401 | 2633    | 3834     | .100 | .209   |
| 障害     | 5   | 11  | 15  | 83      | 114      | .044 | .140   |
| 計       | 390 | 426 | 416 | 2716    | 3948     | .099 | .207   |

主な騎乗馬
- ホウシュウエイト（1973年毎日杯）